# 래셔널 통합 프로세스
래셔널 통합 프로세스(Rational Unified Process, RUP)는 IBM의 래셔널 소프트웨어 부서에서 만든 객체 지향 개발 방법론이다. RUP는 하나로 고정되어 쓰인 프로세스가 아니라, 적응이 가능한 프로세스 프레임워크이다. 개발 조직과 소프트웨어 프로젝트 팀이 필요한 바에 따라서 프로세스의 요소들을 선택하여 조절할 수 있도록 설계됐다.

## 역사
래셔널 소프트웨어사는 래셔널 통합 프로세스(RUP)라는 소프트웨어 프로세스 제품을 개발했다. 이 회사는 IBM에 2003년 2월에 합병되었다. 이 회사의 제품은 샘플 산출물과 다양한 활동에 대한 자세한 설명을 바탕으로 한 서로 연결된 지식-베이스를 포함한다. RUP는 사용자가 쉽게 개발 과정을 수정할 수 있는 IBM Rational Method Composer (RMC) 라는 제품에 포함되어 있다.
1997년, 래셔널은 Verdix, Objectory, Requisite, SQ, Performance Awareness, 그리고 Pure-Atria 회사를 인수했다. 이 회사들의 경험을 바탕으로 하여, 래셔널은 현대 소프트웨어 공학에 필요한 여섯가지 우수 교훈들을 선정하였다.
1. 발견된 위험 요소를 원동력으로 반복적으로 개발하라.
2. 필수사항을 관리하라.
3. 컴포넌트 기반의 구조를 도입하라.
4. 소프트웨어를 시각화하라.
5. 품질을 지속적으로 확인하라.
6. 변화를 통제하라.

이러한 우수 교훈들을 바탕으로 래셔널의 제품들을 개발할 수 있었다. 그리고 래셔널의 실무진들이 고객들을 도와 소프트웨어 개발의 품질과 예측성을 높였다. 필립 크루첸은 이러한 지식을 보다 쉽게 접근할 수 있도록 만들기 위해서 현대 소프트웨어 공학에 맞는 구체적인 프로세스 프레임워크들을 종합하는데 노력을 기울였다. 이 과정에서 Objectory의 HTML 바탕의 프로세스 전달 메카니즘을 적용했다. 그 결과로 탄생한 래셔널 통합 프로세스 (RUP)는 래셔널의 세 가지 전략적인 목표를 완수했다.
- 개발을 돕는 맞춤형 프로세스
- 이 프로세스를 자동으로 적용하는 도구
- 프로세스와 도구를 쓰도록 촉진하는 서비스

## 같이 보기
- 동적 시스템 개발 방법
- 컴퓨터 프로그래밍
- 품질 관리
- 소프트웨어 구조
- 소프트웨어 개발 프로세스
- 소프트웨어 공학
- 소프트웨어 테스트
- 테스트 주도 개발